# Coelotes kitazawai
Coelotes kitazawai är en spindelart som beskrevs av Takeo Yaginuma 1972. Coelotes kitazawai ingår i släktet Coelotes och familjen mörkerspindlar. Inga underarter finns listade i Catalogue of Life.